# Seznam polkov po zaporednih številkah (1000. - 1049.)
Seznam polkov po zaporednih številkah - polki od 1000. do 1049.

## 1000. polk
Pehotni
- 1000. strelski polk (ZSSR)
- 1000. grenadirski polk (Wehrmacht)

Artilerijski
- 1000. protitankovski artilerijski polk (ZSSR)

## 1001. polk
Pehotni
- 1001. grenadirski polk (Wehrmacht)

Artilerijski
- 1001. samovozni artilerijski polk (ZSSR)

## 1002. polk
Pehotni
- 1002. strelski polk (ZSSR)

Artilerijski
- 1002. artilerijski polk (ZSSR)

## 1005. polk
Pehotni
- 1005. artilerijski polk (Wehrmacht)

Artilerijski
- 1005. grenadirski polk (Wehrmacht)

## 1006. polk
Pehotni
- 1006. grenadirski polk (Wehrmacht)

Artilerijski
- 1006. obalni artilerijski polk kopenske vojske (Wehrmacht)

## 1008. polk
Pehotni
- 1008. strelski polk (ZSSR)

Artilerijski
- 1008. protitankovski artilerijski polk (ZSSR)

## 1010. polk
Pehotni
- 1010. varnostni polk (Wehrmacht)
- 1010. strelski polk (ZSSR)

## 1016. polk
Pehotni
- 1016. grenadirski polk (Wehrmacht)

Artilerijski
- 1016. artilerijski polk (Wehrmacht)

## 1018. polk
Pehotni
- 1018. grenadirski polk (Wehrmacht)

Zračnoobrambni
- 1018. protiletalski artilerijski polk (ZSSR)

## 1019. polk
Pehotni
- 1019. grenadirski polk (Wehrmacht)
- 1019. strelski polk (ZSSR)

## 1020. polk
Pehotni
- 1020. grenadirski polk (Wehrmacht)

Artilerijski
- 1020. artilerijski polk (Wehrmacht)

## 1021. polk
Pehotni
- 1021. grenadirski polk (Wehrmacht)
- 1021. strelski polk (ZSSR)

## 1022. polk
Pehotni
- 1022. grenadirski polk (Wehrmacht)
- 1022. strelski polk (ZSSR)

## 1023. polk
Pehotni
- 1023. grenadirski polk (Wehrmacht)
- 1023. strelski polk (ZSSR)

## 1025. polk
Pehotni
- 1025. grenadirski polk (Wehrmacht)

Artilerijski
- 1025. raketni artilerijski polk (ZSSR)

## 1026. polk
Pehotni
- 1026. grenadirski polk (Wehrmacht)

Artilerijski
- 1026. izvidniški artilerijski polk (ZSSR)

## 1027. polk
Pehotni
- 1027. grenadirski polk (Wehrmacht)

Artilerijski
- 1027. artilerijski polk (ZSSR)

## 1029. polk
Pehotni
- 1029. grenadirski polk (Wehrmacht)

Zračnoobrambni
- 1029. protiletalski artilerijski polk (ZSSR)

## 1030. polk
Pehotni
- 1030. grenadirski polk (Wehrmacht)

Artilerijski
- 1030. artilerijski polk (ZSSR)

## 1031. polk
Pehotni
- 1031. grenadirski polk (Wehrmacht)

Zračnoobrambni
- 1031. protiletalski artilerijski polk (ZSSR)

## 1032. polk
Pehotni
- 1032. grenadirski polk (Wehrmacht)

Artilerijski
- 1032. artilerijski polk (ZSSR)

## 1033. polk
Pehotni
- 1033. grenadirski polk (Wehrmacht)
- 1033. strelski polk (ZSSR)

## 1034. polk
Pehotni
- 1034. grenadirski polk (Wehrmacht)

Zračnoobrambni
- 1034. protiletalski artilerijski polk (ZSSR)

## 1036. polk
Pehotni
- 1036. grenadirski polk (Wehrmacht)

Artilerijski
- 1036. artilerijski polk (Wehrmacht)

## 1037. polk
Pehotni
- 1037. grenadirski polk (Wehrmacht)

Artilerijski
- 1037. artilerijski polk (ZSSR)

## 1040. polk
Pehotni
- 1040. grenadirski polk (Wehrmacht)

Zračnoobrambni
- 1040. protiletalski raketni polk (ZSSR)
- 1040. protiletalski raketni polk (Ruska federacija)

## 1041. polk
Pehotni
- 1041. grenadirski polk (Wehrmacht)

Zračnoobrambni
- 1041. protiletalski raketni polk (ZSSR)

## 1042. polk
Pehotni
- 1042. grenadirski polk (Wehrmacht)

Zračnoobrambni
- 1042. protiletalski raketni polk (ZSSR)

## 1043. polk
Pehotni
- 1043. grenadirski polk (Wehrmacht)

Zračnoobrambni
- 1043. protiletalski raketni polk (ZSSR)

## 1045. polk
Pehotni
- 1045. grenadirski polk (Wehrmacht)

Zračnoobrambni
- 1045. gardni protiletalski raketni polk (ZSSR)

## 1046. polk
Pehotni
- 1046. grenadirski polk (Wehrmacht)
- 1046. strelski polk (ZSSR)

## 1047. polk
Pehotni
- 1047. grenadirski polk (Wehrmacht)

Artilerijski
- 1047. motorizirani artilerijski polk (ZSSR)

## 1048. polk
Pehotni
- 1048. artilerijski polk (Wehrmacht)

Artilerijski
- 1048. grenadirski polk (Wehrmacht)

## 1049. polk
Pehotni
- 1049. grenadirski polk (Wehrmacht)
- 1049. strelski polk (ZSSR)